# Lythrypnus
A Lythrypnus a csontos halak (Osteichthyes) főosztályának a sugarasúszójú halak (Actinopterygii) osztályába, ezen belül a sügéralakúak (Perciformes) rendjébe, a gébfélék (Gobiidae) családjába és a Gobiinae alcsaládjába tartozó nem.

## Rendszerezés
A nembe az alábbi 20 faj tartozik:
- Lythrypnus alphigena Bussing, 1990
- Lythrypnus brasiliensis Greenfield, 1988
- Lythrypnus cobalus Bussing, 1990
- Lythrypnus crocodilus (Beebe & Tee-Van, 1928)
- kéksávos géb (Lythrypnus dalli) (Gilbert, 1890) - típusfaj
- Lythrypnus elasson Böhlke & Robins, 1960
- Lythrypnus gilberti (Heller & Snodgrass, 1903)
- Lythrypnus heterochroma Ginsburg, 1939
- Lythrypnus insularis Bussing, 1990
- Lythrypnus lavenbergi Bussing, 1990
- Lythrypnus minimus Garzón & Acero P., 1988
- Lythrypnus mowbrayi (Bean, 1906)
- Lythrypnus nesiotes Böhlke & Robins, 1960
- Lythrypnus okapia Robins & Böhlke, 1964
- Lythrypnus phorellus Böhlke & Robins, 1960
- Lythrypnus pulchellus Ginsburg, 1938
- Lythrypnus rhizophora (Heller & Snodgrass, 1903)
- Lythrypnus solanensis Acero P., 1981
- Lythrypnus spilus Böhlke & Robins, 1960
- Lythrypnus zebra (Gilbert, 1890)